# 贝尔热拉克区
贝尔热拉克区（法語：Arrondissement de Bergerac）是法国多尔多涅省所辖的一个区。总面积1819.9平方公里，总人口102530，人口密度56人/平方公里（2018年）。主要城镇为贝尔热拉克。

## 辖区
贝尔热拉克区辖有130个市镇。